# Шоу наказа 3
Шоу наказа 3 (енгл. Creepshow 3) је америчка филмска хорор антологија из 2006. године. Представља наставак филмова Шоу наказа (1982) и Шоу наказа 2 (1987) твораца Џорџа Ромера и Стивена Кинга, који нису били укључени у стварање овог дела. Редитељи, сценаристе и продуценти филма су Ана Клавел и Џејмс Дуделсон. У ансамблски подељеним главним улогама су Крис Ален, Еј Џеј Боуен, Емет Макгир и Стефани Пети
Филм је добио веома негативне критике. Оцењен је са 0% на сајту Rotten Tomatoes и са само једном звездицом на сајту AllMovie, а многи га сматрају и једним од најлошијих хорор наставака свих времена. За разлику од својих претходника, елемент који повезује приче није хорор стрип, већ се приче међусобно преплићу, по узору на Петпарачке приче редитеља Квентина Тарантина.

## Радња
Филм је сачињен из пет паралелних прича, које се међусобно преплићу и утичу једна на другу. Наслови прича су: „Алис”, „Радио”, „Девојка по позиву”, „Професорова жена” и „Уклети пас”.

## Улоге
| Глумац          | Улога             |
| --------------- | ----------------- |
| Стефани Пети    | Алис              |
| Еј Џеј Боуен    | Џери              |
| Елина Медисон   | Ева               |
| Бани Гибсон     | Дин Томпсон       |
| Камил Лејси     | Рејчел            |
| Рајан Карти     | Виктор            |
| Брајан Џејкобс  | Џеси              |
| Ајлин Диц       | Клер              |
| Симон Бурзински | поштар Хари       |
| Емет Макгир     | професор Дајтон   |
| Бо Крешић       | Кејти             |
| Мајкл Мадрид    | Чарлс             |
| Бен Пронски     | Џон               |
| Крис Ален       | др Фервел         |
| Ејприл Вејд     | медицинска сестра |
| Ед Дајер        | Клифи             |